# Bir Tawil
Bir Tawil hay Bi'r Tawīl (tiếng Ả Rập: بيرطويل; Bi'r hay بير có nghĩa là "giếng nước cao") là một vùng đất nằm giữa biên giới Ai Cập và Sudan song không có quốc gia nào tuyên bố chủ quyền. Vùng này đôi khi cũng được gọi là Tam giác Bir Tawil mặc dù có dạng một tứ giác.
Dù Ai Cập vẫn quản lý vùng lãnh thổ này nhưng nó không xuất hiện trong bất cứ bản đồ nào của Chính phủ Ai Cập.

## Lịch sử

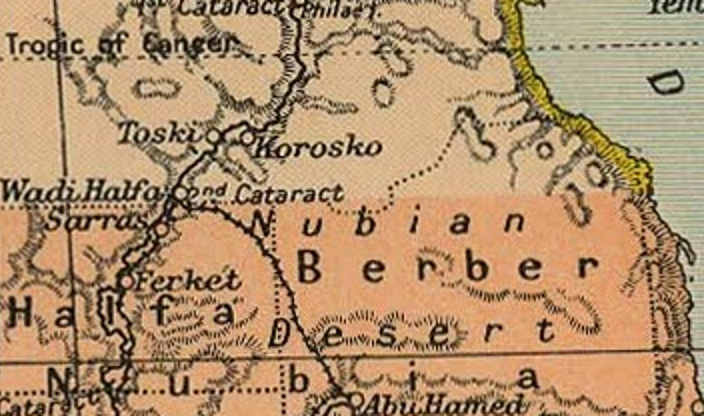
Bản đồ Tam giác Hala'ib và Bir Tawil từ năm 1912

Năm 1899, khi Anh Quốc kiểm soát Ai Cập và Sudan, đường biên giới giữa hai nước này được thiết lập dọc theo Vĩ độ 22. Tuy nhiên, năm 1902, một đường biên giới khác được thiết lập, đặt vùng này dưới sự kiểm soát của Ai Cập, trong khi vùng Hala'ib được giao cho Sudan, dựa trên đặc điểm của cư dân trong vùng.
Khi Ai Cập và Sudan được độc lập, Ai Cập khẳng định đường biên giới năm 1899, còn Sudan khẳng định lãnh thổ của mình theo đường biên giới năm 1902. Tam giác Hala'ib (hiện được kiểm soát bởi Ai Cập) là vùng đất có nhiều giá trị hơn, tiếp giáp với Biển Đỏ và lớn gấp 10 lần Bir Tawil được cả hai nước khẳng định chủ quyền. Điều này đã khiến Bir Tawil bị cả hai nước từ chối và trở thành vùng đất duy nhất trên thế giới ngoài vùng đất Marie Byrd ở Nam Cực không được khẳng định chủ quyền bởi bất cứ quốc gia nào trên thế giới bởi lẽ nếu Sudan công nhận chủ quyền của mình với Bir Tawlil thì điều đó đồng nghĩa với việc Núi Bartazuga cũng thuộc về họ. Còn nếu Ai Cập tuyên bố sở hữu Bir Tawil thì khu vực phía Bắc vĩ tuyến 22, tên là Hala'ib đương nhiên thuộc về Ai Cập. Chính vì thế, trên bản đồ địa lý quốc gia của cả Ai Cập lẫn Sudan không hề có cái tên Bir Tawil.
Năm 2014, Alastair Bonnett đã miêu tả Bir Tawil là vùng đất duy nhất trên thế giới con người có khả năng sinh sống nhưng không được nước nào công nhận chủ quyền.

### Tự tuyên bố chủ quyền
Tháng 6 năm 2014, một người đàn ông người Mỹ tên Jeremiah Heaton (đến từ Abingdon, tiểu bang Virginia, Hoa Kỳ) đã tới Bir Tawil và cắm một lá cờ tự chế. Heaton đã may một lá cờ hình chữ nhật với nền màu xanh đậm, giữa có một vòng tròn màu vàng còn bên trong vòng tròn là vương miện tỏa ra nhiều tia sáng, phía trên có 1 ngôi sao vàng tượng trưng cho công chúa Emily còn phía dưới có 3 ngôi sao trắng, tượng trưng cho 3 đứa con còn lại. Heaton tuyên bố vùng đất từ nay là lãnh thổ vương quốc của riêng ông, gọi nó là "Vương quốc Bắc Sudan". Heaton làm như vậy để giữ lời hứa với con gái 7 tuổi của mình - Emily, bởi cô này muốn làm công chúa thực sự. Ông cho các đại diện báo giới biết rằng ông có dự định vận động Ai Cập, Sudan và Liên minh châu Phi công nhận chính thức.
Thế nhưng, đầu tháng 9 năm 2015,  một người Nga tự nhận mình là "vua Zhikharev" bất ngờ lên tiếng, khẳng định mình cùng người bạn là Mikhail Ronkainen đã đặt chân lên Bir Tawil và đã cắm Quốc kỳ Nga ở nơi này trước cả Heaton nên chủ quyền của Bil Tawil thuộc về Zhikharev. Chứng cứ mà Zhikharev đưa ra là bức ảnh ông cùng Mikhail Ronkainen đứng trước Quốc kỳ Nga cùng nhật ký GPS ghi lại ngày, giờ, tọa độ của Zhikharev ở Bir Tawil trong điện thoại vệ tinh. Khi được hỏi tại sao sau khi cắm cờ, Zhikharev không công bố việc làm của mình để khẳng định chủ quyền đối với Bir Tawil, Zhikharev trả lời: "Để làm gì? Tôi không hề gọi điện cho một đài truyền hình hay một tờ báo nào vì nếu tôi làm thế, người ta có thể nói rằng những người Nga độc ác đang đánh cắp giấc mơ công chúa của một cô bé". Sau tranh chấp, cả Heaton lẫn Zhikharev đều không ai quay lại Bir Tawil mặc dù Zhikharev đã khẳng định: "Tôi sẽ trở về đó để tặng dân du mục những cái lều vững chắc thay vì họ phải ở dưới những tấm giẻ, căng giữa hai cây cọc để chống nắng", còn Heaton thì: "Cuộc khủng hoảng nhân đạo ở châu Âu đang lên đến đỉnh điểm. Hàng chục nghìn người, chủ yếu từ châu Phi đang cố gắng đến Đức, Anh, Pháp... Vì thế tôi đang làm hết sức để có thể xây dựng cho họ một nơi sinh sống lâu dài trên lãnh thổ Vương quốc Bắc Sudan...".

## Địa lý
Vùng Bir Tawil có chiều dài 46 km (đông sang tây) ở phía nam, 95 km ở phía bắc, rộng khoảng 26–31 km (bắc xuống nam), có diện tích 2.060 km². Phía bắc của vùng có núi Jabal Tawil (Tiếng Ả Rập: جبل طويل) ở tọa độ 21°57′56″B 33°48′5″Đ / 21,96556°B 33,80139°Đ cao 459 m. Phía đông của vùng có ngọn Jabal Ḩajar az Zarqā' cao 662 m. Phía nam của vùng là wadi (thung lũng) Tawil (tiếng Ả Rập: وادي طويل) hay Khawr Abū Bard, nằm tại tọa độ 21°49′25″B 33°43′42″Đ / 21,82361°B 33,72833°Đ.
| Dữ liệu khí hậu của Bir Tawil     | Dữ liệu khí hậu của Bir Tawil | Dữ liệu khí hậu của Bir Tawil | Dữ liệu khí hậu của Bir Tawil | Dữ liệu khí hậu của Bir Tawil | Dữ liệu khí hậu của Bir Tawil | Dữ liệu khí hậu của Bir Tawil | Dữ liệu khí hậu của Bir Tawil | Dữ liệu khí hậu của Bir Tawil | Dữ liệu khí hậu của Bir Tawil | Dữ liệu khí hậu của Bir Tawil | Dữ liệu khí hậu của Bir Tawil | Dữ liệu khí hậu của Bir Tawil | Dữ liệu khí hậu của Bir Tawil |
| Tháng                             | 1                             | 2                             | 3                             | 4                             | 5                             | 6                             | 7                             | 8                             | 9                             | 10                            | 11                            | 12                            | Năm                           |
| --------------------------------- | ----------------------------- | ----------------------------- | ----------------------------- | ----------------------------- | ----------------------------- | ----------------------------- | ----------------------------- | ----------------------------- | ----------------------------- | ----------------------------- | ----------------------------- | ----------------------------- | ----------------------------- |
| Trung bình ngày tối đa °C (°F)    | 26 (79)                       | 28 (82)                       | 32 (90)                       | 37 (99)                       | 40 (104)                      | 42 (108)                      | 42 (108)                      | 42 (108)                      | 41 (106)                      | 38 (100)                      | 32 (90)                       | 27 (81)                       | 36 (96)                       |
| Tối thiểu trung bình ngày °C (°F) | 7 (45)                        | 8 (46)                        | 11 (52)                       | 16 (61)                       | 20 (68)                       | 22 (72)                       | 24 (75)                       | 24 (75)                       | 22 (72)                       | 19 (66)                       | 13 (55)                       | 9 (48)                        | 16 (61)                       |
| Nguồn: MeteoBlue.com              |                               |                               |                               |                               |                               |                               |                               |                               |                               |                               |                               |                               |                               |